# Kelurahan Ciseureuh (administrativ by i Indonesien, lat -6,95, long 107,61)
Kelurahan Ciseureuh är en administrativ by i Indonesien.   Den ligger i provinsen Jawa Barat, i den västra delen av landet, 120 km sydost om huvudstaden Jakarta.